# Antoni de Cardona-Borja i d'Alagó
Antoni de Cardona-Borja i d'Alagó (València, 1623 — Madrid, 1694) va ser un autor dramàtic en castellà.
Va ser el segon marquès de Castellnou i de Ponts, i senyor de les baronies de Paranxet i Prades. Va ser gentilhome de cambra de Joan-Josep d'Àustria i majordom de Carles II, per a qui va escriure algunes obres teatrals cortesanes, com Dido y Eneas. Membre del Consell d'Aragó, participà en les corts de Saragossa del 1677. Després de la mort de la seva dona va ser ordenat sacerdot i es dedicà a la dramatúrgia. És autor de diverses comèdies, cinc de les quals restaren inèdites, mentre que algunes foren editades, com ara El más heroico silencio (Madrid 1663) i Del mal lo menos (Madrid 1672). Va participar en dues sessions de l'Acadèmia dels Sols, el 1658 i el 1659.

## Obres
- Obrar contra su intención
- El más heroico silencio
- La entrada de la Reina en Madrid
- La pragmática de amor
- La ronda de Palacio